# Apple symphony
『apple symphony』（アップル・シンフォニー）は、竹達彩奈の1枚目のオリジナルアルバム。2013年4月10日にポニーキャニオンから発売された。

## 概要
自身初となるオリジナルアルバム。初回限定盤・通常盤・スペシャル盤の3種リリースで、初回限定盤とスペシャル盤には「春がキミを綺麗にした」と「ライスとぅミートゅー」のPVが、スペシャル盤には『竹達彩奈2012〜2013 apple symphonyまでの歩み』を収録したDVDがそれぞれ同梱されている。スペシャル盤は着せ替えジャケット仕様になっており、セルフライナーノーツを収めたスペシャルブックレットが封入されている。
タイトルの「apple symphony」は、直訳するとリンゴの交響曲だが、これは1stシングルのタイトルが「Sinfonia! Sinfonia!!!」であったり、自身の名前の「奈」がリンゴを意味すること、更に幅広い年代に聴いて欲しいという想いから付けられた。

## 収録曲
1. apple symphony [0:46][1]
作曲・編曲：吉田哲人
タイトル通りフルオーケストラによる短い曲。竹達の鼻歌を吉田がアレンジした設定の曲のため、作曲初心者でも耳に残る「ハミングしやすいメロディ」を意識したという。ちなみにレコーディングは、「春がキミを綺麗にした」のレコーディング中にオーケストレーションと歌録りを同時に行なった[3]。なお曲調自体は「楽しくなる曲」であるという[4]。
2. ライスとぅミートゅー [4:42][1]
作詞：竹達彩奈・加藤哉子、作曲・編曲：小林俊太郎
竹達の肉好きをスタッフが察したことで書かれた曲で、加藤と打ち合わせをしながら書かれた。ちなみにPVでは竹達と子役が一緒に踊っている[2]。
3. Sinfonia! Sinfonia!!! [4:31][1]
作詞・作曲：沖井礼二、編曲：New Old Stock
4. Yes-No [4:44][1]
作詞・作曲・編曲：末光篤
5. G.I.W. [4:38][1]
作詞・作曲：川本真琴、編曲：小林俊太郎
川本がまだデビュー前である1993年（諸説有り）に書いたまま発表されていない未音源化楽曲の一つであり[5]、川本のライブ開場時に流れたことがある。
6. Drive My Car [4:24][1]
作詞：加藤哉子、作曲・編曲：小林俊太郎
竹達曰く「ドライブしているような疾走感がある曲」。冒頭は普通のスピードだが、サビ付近からテンポが速くなるように仕上がっている[4]。
7. CANDY LOVE <album mix>  [4:28][1]
作詞：加藤哉子、作曲・編曲：小林俊太郎
カップリングの時と違い、子供がバックコーラスで参加している[4]。
8. ナナナナンバーワン [4:15][1]
作詞・作曲・編曲：永野亮
スキップしながら聴くことを意識した「お散歩ソング」[4]的な数え歌であるが、通常のそれと違い騙し絵のようなリズムを入れるなどのちょっとした遊びが施されている。そのため竹達は何度も歌い直しをしたという[3]。
9. えぶりでぃメリークリスマス [4:54][1]
作詞：加藤哉子、作曲・編曲：小林俊太郎
10. HIKARI [4:58][1]
作詞・作曲：奥華子、編曲：小林俊太郎
制作時は奥の世界観を壊さないよう悩んだという[6]。また、作詞・作曲を担当した奥も本曲をセルフカバーしており、奥版はアルバム「君と僕の道」（2014年3月19日発売）に収録されている。
11. the colored apple [0:24][1]
作曲・編曲：吉田哲人
12. 春がキミを綺麗にした [4:30][1]
作詞：川本真琴・トクガワロマン、作曲：川本真琴、編曲：吉田哲人
楽器編成：AGt、12stGt、EGt、WoodBass、E Bass、FletlessBass、Apf、Epf、Harpsichord、Organ、Glockenspiel、Vibraphone、Tubularbell、Flute、Oboe、Trombone、Horn、BaritonSax、Drums、Timpany、Percussion、Synth、Strings[3]
ミュージックビデオに川本真琴と沖井礼二がカメオ出演し[7]、画面後方でさりげなく楽器の演奏をしている[2]。
13. ♪の国のアリス [3:43][1]
作詞・作曲・編曲：末光篤
14. 時空ツアーズ [4:22][1]
作詞：いしわたり淳治、作曲：筒美京平、編曲：小林俊太郎
USEN HIT アニメ ランキング 2013年上半期（集計期間：2013年1月4日～6月27日）1位獲得。
15. リズムとメロディの為のバラッド [4:44][1]
作詞・作曲：沖井礼二、編曲：New Old Stock
「Sinfonia! Sinfonia!!!」、「Hey! MUSIC BOYS & MUSIC GIRLS!」に続く三部作最後の曲。曲中ではこれらがメドレーのように挿入され、また今までのシングル3曲のタイトルやその曲の歌詞にちなんだワードが本作の歌詞に入っている[4]（「Hey! MUSIC BOYS & MUSIC GIRLS!」は本作未収録）。

DVD（初回限定盤・スペシャル盤のみ)
1. 春がキミを綺麗にした（Music Video）
2. ライスとぅミートゅー（Music Video）
3. 竹達彩奈2012〜2013 apple symphonyまでの歩み（スペシャル盤のみ）

## 参加ミュージシャン
| apple symphony - Scat Vocal：竹達彩奈 - Keyboards & Programming：吉田哲人 ライスとぅミートゅー - Vocal & Chorus：竹達彩奈 - Piano, Keyboards & Programming：小林俊太郎 - Guitars：古市コータロー - Bass：沖井礼二 - Drums：原“GEN”秀樹 - Strings：石井泉 - Chorus：Date's・加藤哉子・沖井礼二・小林俊太郎・原“GEN”秀樹 Sinfonia! Sinfonia!!! - Vocal & Chorus：竹達彩奈 - Piano, Keyboards & Programming：小林俊太郎 - Guitars：木暮晋也 - Bass & Programming：沖井礼二 - Drums：白根佳尚 - Violins：石井泉 - Chorus：杉恵ゆりか Yes-No - Vocal & Chorus：竹達彩奈 - Piano, Keyboards：末光篤 - Guitars & Programming：鈴木俊介 - Bass：ミト - Drums：柏倉隆史 G.I.W. - Vocal & Chorus：竹達彩奈 - Piano, Keyboards & Programming：小林俊太郎 - Acoustic Guitars：馬場一嘉 - Wood Bass：鹿島達也 - Drums：白根佳尚 Drive My Car - Vocal & Chorus：竹達彩奈 - Piano, Keyboards & Programming：小林俊太郎 - Electric & Acoustic Guitars：木暮晋也 - Bass：沖井礼二 - Drums & Percussions：柏倉隆史 - Chorus：加藤哉子 CANDY LOVE <album mix> - Vocal & Chorus：竹達彩奈 - Piano, Keyboards & Programming：小林俊太郎 - Guitar：木暮晋也・後藤秀人 - Bass：沖井礼二 - Drums：白根佳尚 - Strings：石井泉 - Chorus：Date's ナナナナンバーワン - Vocal & Chorus：竹達彩奈 - All Instruments, Keyboards & Chorus：永野亮 | えぶりでぃメリークリスマス - Vocal & Chorus：竹達彩奈 - Piano, Keyboards & Programming：小林俊太郎 - Guitars：古市コータロー - Bass：沖井礼二 - Drums & Percussions：原“GEN”秀樹 - Strings：石井泉 - Chorus：Date's HIKARI - Vocal & Chorus：竹達彩奈 - Piano, Keyboards & Programming：小林俊太郎 - Acoustic Guitars：後藤秀人 - Bass：竹下欣伸 - Drums：白根佳尚 - Flugelhorn：五反田靖 - Strings：石井泉 the colored apple - Scat Vocal：竹達彩奈 - Keyboards & Programming：吉田哲人 春がキミを綺麗にした - Vocal & Chorus：竹達彩奈 - Keyboards & Programming：吉田哲人 - Piano & Rhodes：小林俊太郎 - Electric & Acoustic Guitars：後藤秀人 - E. & Wood Bass：竹下欣伸 - Drums & Percussions：白根佳尚 ♪の国のアリス - Vocal & Chorus：竹達彩奈 - Piano, Keyboards：末光篤 - Guitars & Programming：鈴木俊介 - Bass：ミト - Drums：柏倉隆史 時空ツアーズ - Vocal & Chorus：竹達彩奈 - Piano, Keyboards & Programming：小林俊太郎 - Electric & Acoustic Guitars：木暮晋也 - Bass & Acoustic Guitars：沖井礼二 - Drums：柏倉隆史 - Chorus Arrangement & Chorus：杉真理・松尾清憲 リズムとメロディの為のバラッド - Vocal & Chorus：竹達彩奈 - Guitar, Bass, Programming & Chorus：沖井礼二 - Piano, Keyboards & Programming：小林俊太郎 - Drums：原“GEN”秀樹 - Trumpet：五反田靖・丸木英治 - Tenor Sax：倉富義隆 - Trombone：忍田耕一 - Strings：石井泉 |